# 日本モーターボート選手会常設訓練所

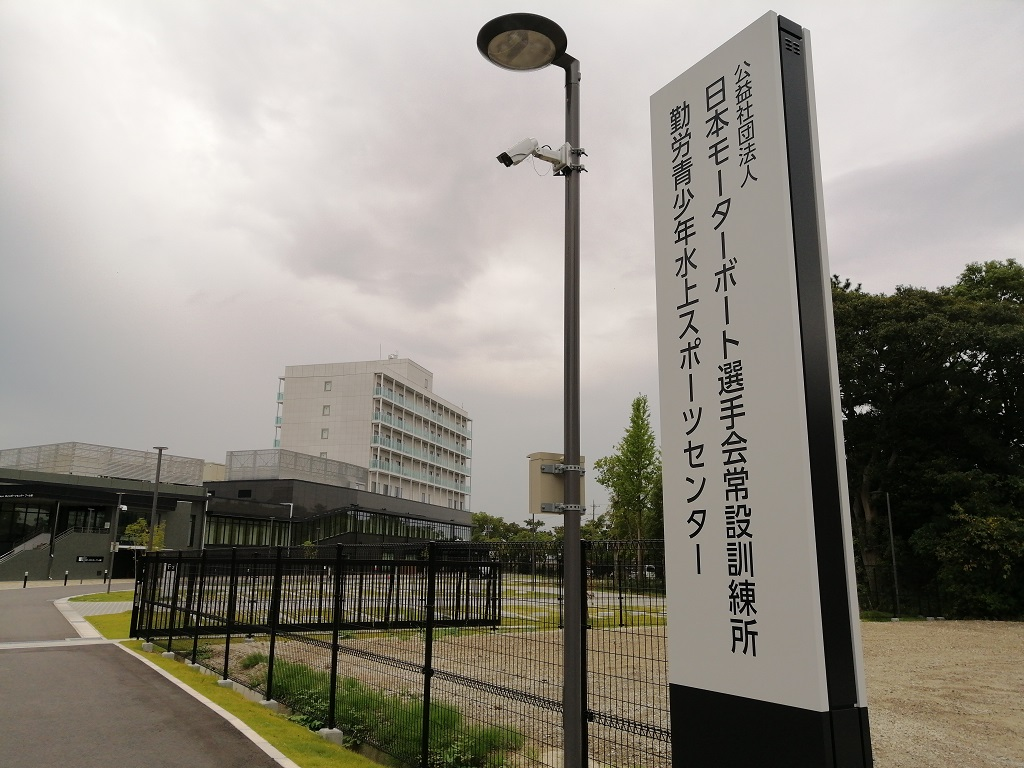

日本モーターボート選手会常設訓練所（にっぽんモーターボートせんしゅかいじょうせつくんれんじょ）は、愛知県碧南市にあるボートレーサーの訓練施設である。
通称は「碧南訓練所」。

## 概要
愛知県唯一の天然湖沼である「油ヶ淵」の湖岸に設置され、訓練生宿舎と競走水面、プール施設などで構成されている。所長は代々日本モーターボート選手会に所属する現役選手が公務として担当しており、2024年1月時点では矢橋成介（登録3644・三重支部）が務めている。訓練所で使用するボートやモーターについては、各競艇場にて実際にレースで使用されたものの中から程度の良い中古品を回してもらうが、訓練所では特に整備等は行わず、状態が悪くなったら廃棄している。
最初のスタート事故（フライング）によるペナルティを受けてから90走以内に再度スタート事故を起こした場合や、優勝戦でのスタート事故を起こした場合、ボートレースにおいてコンマ0.05以上のフライングと定義されている「非常識なフライング」と判断されるフライングを切ったボートレーサーなどが、2泊3日の日程で研修を受ける。スタート事故による対象ボートレーサーの研修内容は主にスタート訓練であり、最終日に5本連続で正常なスタートをすれば合格となる。対象ボートレーサーの訓練所までの交通費と研修参加費（訓練納付金）は全て自己負担であり、また研修にあたっては施設内への通信機器の持ち込みや外出は禁止となっている。
この他ボートレーサー養成所訓練生による訓練や、新人選手訓練、技能特別訓練（デビュー3年未満で年間勝率3.8未満選手が対象）、社会研修（デビュー10年未満のA1選手を対象にマナーや社会道徳を指導する）などが行われる。研修は月に2回程度実施されている。なお現役ボートレーサーなどを対象として年1回義務付けられている定期訓練（2泊3日）および臨時訓練については、この常設訓練所ではなく、福岡県柳川市にあるボートレーサー養成所で実施する。
この訓練所は「勤労青少年 水上スポーツセンター」として一般にも開放されており、各種水上スポーツの普及活動や宿泊研修に利用されているが、利用は団体に限られ、個人でこの施設を利用することはできない。

## 施設
水上研修施設
地上3階建、延べ床面積1,483.27m2の研修施設。モーターボートの艇庫や整備ルームなどがある。
新館
会議室、客室、宴会場など。主としてボートレーサーが使用し、一般には開放していない。
本館
客室、食堂、レストラン、宴会場などを備えた宿泊施設。こちらは一般開放されている。
多目的ホール・温水プール
定員100名のホールと25mプールを6コース備えた温水プール。

## 交通アクセス
- 東海道新幹線・JR東海道本線 三河安城駅からタクシーで約15分。
- JR東海道本線 安城駅からタクシーで約20分。
- 名鉄三河線 北新川駅からタクシーで約5分。
- 名鉄三河線 北新川駅からのほか、碧南中央駅・新川町駅より碧南市のくるくるバスあおコース・みどりコースの利用が可能。「油ヶ渕遊園地」停留所下車、徒歩ですぐ。
- 名鉄名古屋本線・三河線 知立駅からタクシーで約30分。